# Buchnerillo oceanicus
Buchnerillo oceanicus là một loài chân đều trong họ Buddelundiellidae. Loài này được Ferrara miêu tả khoa học năm 1974.